# Floresko more
Floresko more je more Tihog ceana koje se nalazi u vodama Indonezije, površine od 240.000 km2. Istočno od Floreskog mora nalazi se Bandsko more, zapadno Javansko more, sjeverozapadno Makasarski prolaz, a na jugu Indijski ocean. Floresko more okružuju Mali sundski otoci i otok Sulawesi (Celebes).